# Brasil en los Juegos Olímpicos de Sídney 2000
Brasil estuvo representado en los Juegos Olímpicos de Sídney 2000 por un total de 198 deportistas, 106 hombres y 92 mujeres, que compitieron en 24 deportes.
La portadora de la bandera en la ceremonia de apertura fue la jugadora de vóley playa Sandra Pires.

## Medallistas
El equipo olímpico brasileño obtuvo las siguientes medallas:
| Nombre | Deporte     | Competición       |
| --- | ----------- | ----------------- |
| Oro |             |                   |
| — |             |                   |
| Plata |             |                   |
| Vicente de Lima Edson Luciano Ribeiro André da Silva Claudinei da Silva Cláudio Roberto Souza                              | Atletismo   | 4 × 100 m M       |
| Robert Scheidt | Vela        | Laser M           |
| Adriana Behar Shelda Bedê                                                                                                  | Vóley playa | Torneo F          |
| Zé Marco Ricardo Santos | Vóley playa | Torneo M          |
| Tiago Camilo | Judo        | –73 kg M          |
| Carlos Honorato | Judo        | –90 kg M          |
| Bronce |             |                   |
| Equipo | Baloncesto  | Torneo F          |
| André Johannpeter (Calei) Álvaro de Miranda Neto (Aspen) Luiz Felipe de Azevedo (Ralph) Rodrigo Pessoa (Baloubet du Rouet) | Hípica      | Saltos por eqs.   |
| Fernando Scherer Gustavo Borges Carlos Jayme Edvaldo Valério                                                               | Natación    | 4 × 100 m libre M |
| Torben Grael Marcelo Ferreira                                                                                              | Vela        | Star M            |
| Equipo | Voleibol    | Torneo F          |
| Adriana Samuel Sandra Pires                                                                                                | Vóley playa | Torneo F          |